# Neville Brody
Neville Brody (Londra, 23 aprile 1957) è un designer, direttore artistico e disegnatore di caratteri tipografici britannico.
È noto per avere redatto e diretto la rivista inglese di moda The Face, per essere l'autore di copertine di album di diversi gruppi musicali e artisti, come Cabaret Voltaire, Depeche Mode, Level 42 e per aver curato il cambio di immagine di tre dei più importanti giornali inglesi, The Guardian, The Observer e The Times.

## Biografia
Nel 1975 studia arte al Hornsey College of Art. L'anno seguente frequenta un corso di grafica al London College of Printing, dove studia il Dadaismo e la Pop art. Nel periodo di maggior fermento del punk 77, Brody si fa un nome come disegnatore sia di poster per concerti ed esibizioni musicali ed artistiche di Londra, sia di copertine di album.
Nel 1980 fonda la rivista di musica e moda The Face, di cui cura l'orientamento artistico e l'immagine, fino ai caratteri tipografici impiegati. La sua creatività nel settore gli permette di lavorare come direttore artistico e grafico per diverse riviste a livello internazionale, come City Limits, Lei, Per Lui, Actuel, Arena, fino a curare il cambio di immagine dei giornali inglesi The Guardian e The Observer.
Nel 1987 cofonda il Neville Brody Studio, insieme con il grafico svizzero Cornel Windlin, che si occupa di grafica a più livelli, dagli spot pubblicitari, alle locandine e trailer di film, al packaging. Tra i clienti, si annoverano Greenpeace e la Deutsche PTT, società di poste tedesca.
Nel 1988 la casa editrice Thames & Hudson pubblica un volume su Brody, e viene allestita una mostra itinerante dei suoi lavori in tutta Europa e in Giappone.
Nel 1989 cofonda con Joan Spiekerman e con il designer tedesco Erik Spiekermann e la moglie Joan, il FontShop, il primo distributore di font digitali. Egli stesso ha sviluppato i caratteri Arcadia (1990), Industria (1990), Insignia (1990), FF Blur (1991), FF Pop (1991), FF Gothic (1991), FF Harlem (1991), FF Typeface 4,6 & 7 (1991), FF Dome (1993), FF Tokyo (1993), FF Tyson (1993), FF World (1993), FF Dirty 1, 3, 4, 6 & 7 (1994) e FF Meta Subnormal (1995).
Nel 1990 crea assieme a Jon Wozencroft il progetto Fuse, con l'intento di mettere a contatto diversi campi della grafica come mezzo di comunicazione, dalla creazione di nuovi stili estetici e di nuovi caratteri tipografici, grazie anche all'uso delle nuove tecnologie digitali.
Nel 1994 apre il Research Studios con uffici a San Francisco, Parigi, Berlino and New York, e inizia ad attrarre clienti importanti come la Paramount Pictures, e a lavorare alla grafica dei siti web, tra cui quello di Kenzo.
Nel 2006 cura il rinnovamento d'immagine del quotidiano The Times, creando per l'occasione un nuovo carattere tipografico, il Times Modern, che sostituisce l'originario Times New Roman, impiegato dal 1932.
Tra i lavori più recenti, si annoverano clienti come Nike, Adidas, Montblanc e il New York Museum of Modern Art.

## Critica
Matthias Matussek scrisse di Brody su SPIEGEL nel 1988: “Come direttore artistico della rivista The Face, Brody ha plasmato il volto di un decennio, più profondamente di quanto abbiano mai potuto fare una rockstar, un attore o un romanziere. Perché ha inventato il loro linguaggio, i loro archetipi. (...) Neville Brody, a soli 31 anni, è l'artista grafico più influente e più copiato del momento".

## Lavori

### Copertine di album
Per la Fetish Records
- 1981 - Das Ah Riot/Boom, Suck Me
- 1981 - Zebra Club, The Bongos
- 1981 - 4 Hours, Clock DVA
- 1981 - Thirst, Clock DVA
- 1982 - Five Albums, Throbbing Gristle
- 1982 - Diddy Wah Diddy, 8 Eyed Spy
- 1982 - Wipe Out/Element L, Z'EV
- 1982 - Pow Wow, Stephen Mallinder

Per i Cabaret Voltaire
- 1981 - 3 Crepsule Tracks
- 1981 - Red Mecca
- 1983 - Crackdown/Just Fascination 12"
- 1983 - Just Fascination 7"
- 1984 - James Brown 12"
- 1984 - Microphonies
- 1985 - The Covenant, The Sword and the Arm of the Lord
- 1987 - Code

Altre
- 1981 - Holiday Inn Spain/Cocktails 7", Raybeats
- 1982 - The Razor's Edge, Defunkt
- 1982 - Just Can't Get Enough, Depeche Mode
- 1983 - The Culling is Coming, 23 Skidoo
- 1983 - Standing in the Light, Level 42
- 1983 - Micro-Kid, Level 42
- 1983 - Elephant Talk, King Crimson
- 1985 - Party Time 12", Kurtis Blow
- 1986 - Everyone a Winner, Zuice
- 1987 - I'm Burning, Zuice
- 1987 - Bless Your Lucky Stars, Zuice
- 1987 - Shought Owt to All the Run it Straight Crew an All Mah Dirty-30 Ninjas Out Der Tongan Crip Souljah 4 Life, Zuice

### Come direttore artistico e grafico
Riviste
- The Face (1981–1986)
- Arena (1987–1990)
- City Limits
- Lei
- Per Lui
- Actuel

Quotidiani
- The Guardian
- The Observer
- The Times

### Caratteri tipografici
- Arcadia
- FF Autotrace
- FF Blur
- FF Dirty 1
- FF Dirty 3
- FF Dirty 4
- FF Dirty 6
- FF Dirty 7
- FF Dirty 7.2
- FF Dome
- FF Gothic
- FF Harlem
- Industria
- Insignia
- FF Meta Subnormal
- FF Pop
- FF Tokyo
- FF Typeface 4
- FF Typeface 6
- FF Typeface 7
- FF Tyson
- FF World [2]
- SamsungOne